# Panaigialeios Gymnastikos Syllogos
Il Panaigialeios Gymnastikos Syllogos (in greco Παναιγιάλειος Γυμναστικός Σύλλογος?), nota semplicemente come Panaigialeios, è una società calcistica greca con sede nella città di Aigio. Milita in Gamma Ethniki, la terza serie del campionato greco.

## Palmarès

### Competizioni nazionali
- Football League: 1

1961-1962
- Delta Ethniki: 4

1994-1995, 2006-2007, 2008-2009, 2011-2012

### Altri piazzamenti
- Coppa di Grecia:

Semifinalista: 1980-1981